# Парус (архитектура)
Па́рус, пандати́в (фр. pendentif, от лат. pandatio — искривление, коробление). Пандативами в архитектуре называют любые криволинейные поверхности, в том числе тромпы. В более узком значении пандатив, или тромп: поверхность в виде части конуса или вогнутого треугольника. Четыре таких треугольника, расположенные по углам квадратного в плане средокрестия крестово-купольной постройки и четырёх подпружных арок обеспечивают переход к основанию цилиндрического барабана купола и перераспределение веса купола или башни: лантерны, тибуриума на угловые опоры.
Тромпы впервые стали использовать в архитектуре древней Месопотамии и Персии VIII—VI в. до н. э., а затем в Византии и Закавказье. Они имели форму половинки конуса. В дальнейшем в византийской архитектуре нашли более сложную форму двойной кривизны, такие элементы называли по-гречески «сфендонами» (др.-греч. ςϕενδόνος — углублённый, вогнутый).
В древнерусской архитектуре тромпы приобретали особую форму, похожую на корабельные паруса, наполненные ветром, и получили соответствующее образное название «паруса». Ранние разновидности этой формы называют «плоскими парусами». Они представляют собой плоские треугольники, наподобие антрвольтов, заполняющие пустоты, которые образуются при совмещении кубического основания с полусферическим куполом. В отдельных случаях строители оставляли в этих местах проёмы. Другое, редко встречающееся в письменных источниках, название паруса — «шея».
Паруса обеспечивают не только прочность сложной конструкции, но и пластичность, зрительную динамичность архитектурного пространства, выражающие идею движения от земли к небу, от основания постройки к куполу, символизирующему небесный свод. Симметрия подкупольного пространства и четыре опоры средокрестия подсказали идею иконографической программы, согласно которой на парусах стали изображать четырёх херувимов (Сил небесных), архангелов, фигуры или символы четырёх евангелистов, святителей церкви. В отдельных случаях на парусах изображали «Благовещение», «Рождество Христово», Богоявление" и «Преображение».
Парусным сводом называют перекрытие в виде сферы, усечённой с четырёх сторон плоскостями стен. В мусульманском искусстве — в арабской, испано-мавританской архитектуре — используют ступенчатые и «сотовые своды», «сталактитовые» пандативы, называемые мукарнами. Иначе такие сложные пандативы именуют арочными, ступенчато-арочными, гуртовыми, консольными.

## Типы парусов
Паруса различаются по конструкции на балочно-консольные и арочно-сводчатые.
Балочно-консольные:
- балочный — образуется балочным покрытием угла нижнего помещения, поддерживающим несущую стенку верхнего многоугольного пояса, служащего основанием купольного покрытия;
- ступенчато-нишевый — образуется несколькими рядами прямоугольных ниш, повышающих ступенчато одна над другой;
- ступенчато-консольный — образуется несколькими рядами выступающих блоков, камней или кирпичей;
- сталактитовый — декоративный, с конструкциями ступенчато-консольного и консольного парусов.

Арочно-сводчатые (включающие тромпы):
- воронкообразный — образуется несколькими арками, повышающимися ступенчато (касательно воронкообразного конуса) одна над другой;
- конховый — перекрывает полуцилиндрические объёмы (ниши, апсиды);
- сферический (пандатива) — часть купольного свода в виде вогнутого сферического треугольника, перекрывающего угол обычно квадратного в плане помещения;
- арочный — образуется каркасом из взаимно перпендикулярных арок со сферическим заполнением;
- арочно-сводчатый — образуется сводом, завершённым аркой, выложенной в плоскости стены верхнего многоугольного пояса, служащего основанием купольного покрытия.